# Карфагенська кухня
Карфагенська кухня — перелік страв і харчів, технік їх приготування, які застосовувалися карфагенянами в часи існування їх держави. Основу становила фінікійська кухня. З часом зазнало впливів сусідніх народів, насамперед давніх греків.

## Загальна характеристика
Зернові та бобові (сочевиця, горох) становили основу, задовольняючи потреби в їжі найнезаможніших верств населення. Більш заможні карфагеняни в значній кількості вживали овочі, фрукти, молоко й молочні вироби, м'ясні страви. Більшою мірою поширено було вживання риби, з огляду на розташування карфагенських міста та поселень уздовж морського та океанічного узбережжя.
Протягом існування Карфагенської держави відсоток споживання різних продуктів змінювався. Якщо в перший період існування Карфагену основу становили овочі, меншою мірою м'ясо, риба та морепродукти, то в часи розквіту м'ясо вже становило 1/3 загального раціону (в заможних кварталах Карфагену свинина — 21 %), збільшилося споживання рибних страв.
Втім власне страви карфагенян відомі замало, лише з праць давньоримських істориків, науковців та письменників. Напевне частково вплинула на розвиток давньоримської кухні, з огляду на запозичення багатьох праць карфагенян римлянами, насамперед Магона.

## Основні страви

### Хліб
Пліній Старший стверджує, що з пшеничного і ячмінного борошна пекли коржі, які римський граматик Секст Помпей Фест у своїй праці «Про значення слів» назвав пунічними (punicum). Для їх випічки іноді використовували спеціальні форми. Їх пекли в печах з обпаленої глини у формі зрізаного конуса з отвором на його вершині (на кшталт сучасної туніської печі табун). Їх топили дровами, і, коли полум'я гасло, на розпечені стіни кидали коржі. Тісто пеклося від сильно нагрітих стін і тліючого вугілля.

### Перші страви
Популярні були різні юшки та супи з м'яса, субпродуктів та риби. Рецепт однієї згадує в своїй праці «Про землеробство» Марк Порцій Катон Старший, яку називає просто «пунічна юшка» (лат. puis punica). Готувалося на помірному вогні з розведеного у воді борошна, з додаванням сиру, меду і яйця. Вона зазвичай становила основу раціону, в залежності від матеріального достатку до неї додавалися соуси, м'ясо, риба або морепродукти.

### Овочі та фрукти
Займали центральне місце в карфагенській кухні. Про них згадується в тарифах за визначенням розмірів релігійних підношень. У похованнях зустрічаються фініки, гранати, мигдаль, горіхи, баштанні культури — в їх натуральному вигляді або у формі їх копій з обпаленої глини. Оливкова олія споживалася у великій кількості.

### Рибні та м'ясні страви
Вживалася уся риба, що водилася біля узбережжя Африки, насамперед морський сом, мероу, дорадо, морський язик. Риба напевне готувалася за фінікійською рецептурою. Напевне саме з кухні фінікійців було запозичено більшість рибних страв. За тунцем відправлялися в Атлантику. Потім його переробляли в цехах з засолювання риби. Також рибу вживали смаженою та вареною.
В приготуванні використовували майже усі види м'яса: яловичину, телятину, баранину, свинину, козлятину, в меншій кількості віслючатину, конину, собачатину. Частка споживаних в їжу диких тварин (кабанів, газелей, кроликів, куріпок) становила близько 3 %. Також полюбляли готувати птахів (курей, качок). Використовували страусові яйця.

### Молочні продукти
Молоку відводилося почесне місце, його підносили в дар богам, молочні продукти були однією зі складових раціону карфагенян. Його споживали у свіжому вигляді або обробленому — у вигляді йогурту, твердого або м'якого сиру.

## Соуси
Найпоширенішим був кодлія, що готували з риби, який розглядають як попередника давньоримського гаруму. Можливо римляни запозичили ідею та спосіб приготування, надалі вдосконаливши. Виготовлення цього соусу здійснювалося у великих ємностях, де протягом багатьох тижнів в солі з додаванням пряних трав відбувалася мацерація риб'ячих нутрощів.

## Алкоголь
Зазвичай споживали вино, яке вироблялося у великій кількості. Особливо популярними були вино з виноградників біля річки Баград й з сушеного винограду (так зване родзинкове вино). Середні та бідні верстви населення переважно вживали пиво власного приготування, або завезене з Єгипту чи Месопотамії.

## Вживання їжі
Їжа подавалася в мисках та іншому посуді з різною глибиною. В IV ст. до н. е. застосовується спеціальний посуд для страв з риби. Воду, вино, молоко подавали в невеликих чашках, келихах, глечиках або чарах.
Дослідникам на тепер достеменно невідомо як часто їли карфагеняни, вживали їжу нарізно або разом. Висловлюється думка, що чоловікам сервірували стіл в парадних приміщеннях, а під час сніданку (вечері) вони лежали на «пунічних ліжках» (лат. punicani lectuli), що згадуються актичними авторами.
На основі знайдених фресок зі сценами із зображенням страв, якими були заставлені невеликі круглі столи на одній ніжці, що розташовувалися перед гостями на своїх ложах, робиться висновок, що з IV ст. до н. е. з'явився звичай організовувати бенкети на кшталт давніх греків.